# Pinnaspis strachani
Pinnaspis strachani är en insektsart som först beskrevs av Cooley 1899.  Pinnaspis strachani ingår i släktet Pinnaspis, och familjen pansarsköldlöss. Inga underarter finns listade.